# Leucochrysa serrei
Leucochrysa serrei är en insektsart som först beskrevs av Navás 1924.  Leucochrysa serrei ingår i släktet Leucochrysa och familjen guldögonsländor. Inga underarter finns listade i Catalogue of Life.